# Élections fédérales allemandes de 2002
L’élection du 15e Bundestag a eu lieu le 22 septembre 2002.

## Résultats

### Nationaux
|                                    |                                                   |                                                   |                  |                  |                  |                  |            |       |       |        |              |               |  |  |
| Partis                             | Partis                                            | Partis                                            | Circonscriptions | Circonscriptions | Circonscriptions | Circonscriptions | Liste      | Liste | Liste | Liste  | Total sièges | +/−           |  |  |
| Partis                             | Partis                                            | Partis                                            | Votes            | %                | Sièges           | +/-              | Votes      | %     | +/-   | Sièges | Total sièges | +/−           |  |  |
|                                    | Parti social-démocrate d'Allemagne (SPD)          | Parti social-démocrate d'Allemagne (SPD)          | 20 059 967       | 41,93            | 171              | 41               | 18 488 688 | 38,52 | 2,41  | 80     | 251          | 47            |  |  |
|                                    |                                                   | Union chrétienne-démocrate d'Allemagne (CDU)      | 15 336 512       | 32,06            | 82               | 8                | 14 167 561 | 29,52 | 1,12  | 108    | 190          | 8             |  |  |
|                                    | Union chrétienne-sociale en Bavière (CSU)         | 4 311 178                                         | 9,01             | 43               | 5                | 4 315 080        | 8,99       | 2,25  | 15    | 58     | 11           |               |  |  |
| Total Unions chrétiennes (CDU/CSU) | Total Unions chrétiennes (CDU/CSU)                | 19 647 690                                        | 41,07            | 125              | 13               | 18 482 641       | 38,51      | 3,37  | 123   | 248    | 3            |               |  |  |
|                                    | Alliance 90/Les Verts (Grünen)                    | Alliance 90/Les Verts (Grünen)                    | 2 693 794        | 5,63             | 1                | 1                | 4 110 355  | 8,59  | 1,89  | 54     | 55           | 8             |  |  |
|                                    | Parti libéral-démocrate (FDP)                     | Parti libéral-démocrate (FDP)                     | 2 752 796        | 5,75             | 0                | en stagnation    | 3 538 815  | 7,37  | 1,12  | 47     | 47           | 4             |  |  |
|                                    | Parti du socialisme démocratique (PDS)            | Parti du socialisme démocratique (PDS)            | 2 079 203        | 4,35             | 2                | 2                | 1 916 702  | 4,00  | 1,10  | 0      | 2            | 34            |  |  |
|                                    | Parti pour un État de droit offensif (PRO)        | Parti pour un État de droit offensif (PRO)        | 120 330          | 0,25             | 0                | en stagnation    | 400 476    | 0,83  | Nv.   | 0      | 0            | en stagnation |  |  |
|                                    | Les Républicains (REP)                            | Les Républicains (REP)                            | 55 947           | 0,12             | 0                | en stagnation    | 280 671    | 0,58  | 1,26  | 0      | 0            | en stagnation |  |  |
|                                    | Parti national-démocrate d'Allemagne (NPD)        | Parti national-démocrate d'Allemagne (NPD)        | 103 209          | 0,22             | 0                | en stagnation    | 215 232    | 0,45  | 0,19  | 0      | 0            | en stagnation |  |  |
|                                    | Parti de protection des animaux (Tierschutz)      | Parti de protection des animaux (Tierschutz)      | 8 858            | 0,02             | 0                | en stagnation    | 159 655    | 0,33  | 0,06  | 0      | 0            | en stagnation |  |  |
|                                    | Les Gris - Les Panthères grises (GRAUE)           | Les Gris - Les Panthères grises (GRAUE)           | 75 490           | 0,16             | 0                | en stagnation    | 114 224    | 0,24  | 0,07  | 0      | 0            | en stagnation |  |  |
|                                    | Parti des chrétiens respectueux de la Bible (PBC) | Parti des chrétiens respectueux de la Bible (PBC) | 71 106           | 0,15             | 0                | en stagnation    | 101 645    | 0,21  | 0,06  | 0      | 0            | en stagnation |  |  |
|                                    | Parti écologiste-démocrate (ÖDP)                  | Parti écologiste-démocrate (ÖDP)                  | 56 593           | 0,12             | 0                | en stagnation    | 56 898     | 0,12  | 0,08  | 0      | 0            | en stagnation |  |  |
|                                    | Autres                                            | Autres                                            | 116 741          | 0,24             | 0                | en stagnation    | 130 498    | 0,27  | —     | 0      | 0            | en stagnation |  |  |
|                                    |                                                   |                                                   |                  |                  |                  |                  |            |       |       |        |              |               |  |  |
| Votes valides                      | Votes valides                                     | Votes valides                                     | 47 841 724       | 98,47            |                  |                  | 47 996 480 | 98,79 |       |        |              |               |  |  |
| Votes blancs et nuls               | Votes blancs et nuls                              | Votes blancs et nuls                              | 741 037          | 1,53             | 586 281          | 1,21             |            |       |       |        |              |               |  |  |
| Total                              | Total                                             | Total                                             | 48 582 761       | 100              | 299              | 29               | 48 582 761 | 100   | —     | 304    | 603          | 66            |  |  |
| Abstention                         | Abstention                                        | Abstention                                        | 12 850 107       | 20,92            |                  |                  | 12 850 107 | 20,92 |       |        |              |               |  |  |
| Inscrits/Participation             | Inscrits/Participation                            | Inscrits/Participation                            | 61 432 868       | 79,08            | 61 432 868       | 79,08            |            |       |       |        |              |               |  |  |

### Par Land
| Land                               | SPD    | Union  | Grünen | FDP   | PDS    | Autres |
| ---------------------------------- | ------ | ------ | ------ | ----- | ------ | ------ |
| Land                               |        |        |        |       |        |        |
| Bade-Wurtemberg                    | 33,5 % | 42,8 % | 11,4 % | 7,8 % | 1,0 %  | 3,5 %  |
| Basse-Saxe                         | 47,8 % | 34,5 % | 7,3 %  | 7,1 % | 1,0 %  | 2,3 %  |
| Bavière                            | 26,1 % | 58,6 % | 7,6 %  | 4,5 % | 0,7 %  | 2,5 %  |
| Berlin                             | 36,6 % | 25,9 % | 14,6 % | 6,6 % | 11,4 % | 4,9 %  |
| Brandebourg                        | 46,4 % | 22,3 % | 4,5 %  | 5,8 % | 17,2 % | 3,8 %  |
| Brême                              | 48,6 % | 24,6 % | 15,0 % | 6,7 % | 2,2 %  | 2,9 %  |
| Hambourg                           | 42,0 % | 28,1 % | 16,2 % | 6,8 % | 2,1 %  | 4,8 %  |
| Hesse                              | 39,7 % | 37,1 % | 10,7 % | 8,2 % | 1,3 %  | 3,0 %  |
| Mecklembourg-Poméranie-Occidentale | 41,7 % | 30,3 % | 3,5 %  | 5,4 % | 16,3 % | 2,8 %  |
| Rhénanie-du-Nord-Westphalie        | 43,0 % | 35,1 % | 8,9 %  | 9,4 % | 1,2 %  | 2,4 %  |
| Rhénanie-Palatinat                 | 38,2 % | 40,3 % | 7,9 %  | 9,3 % | 1,0 %  | 3,3 %  |
| Sarre                              | 46,0 % | 35,0 % | 7,6 %  | 6,4 % | 1,4 %  | 3,6 %  |
| Saxe                               | 33,3 % | 33,6 % | 4,6 %  | 7,3 % | 16,2 % | 4,9 %  |
| Saxe-Anhalt                        | 43,2 % | 29,0 % | 3,4 %  | 7,6 % | 14,4 % | 2,4 %  |
| Schleswig-Holstein                 | 42,9 % | 36,0 % | 9,4 %  | 8,0 % | 1,3 %  | 2,4 %  |
| Thuringe                           | 39,9 % | 29,4 % | 4,3 %  | 5,9 % | 17,0 % | 3,5 %  |
| Allemagne                          | 38,5 % | 38,5 % | 8,6 %  | 7,4 % | 4,0 %  | 3,0 %  |

### Différences régionales
| Länder                   | SPD    | Union  | Grünen | FDP   | PDS    | Autres |
| ------------------------ | ------ | ------ | ------ | ----- | ------ | ------ |
| Länder                   |        |        |        |       |        |        |
| Anciens Länder (ex-RFA)  | 38,3 % | 40,8 % | 9,4 %  | 7,6 % | 1,1 %  | 2,8 %  |
| Nouveaux Länder (ex-RDA) | 39,7 % | 28,3 % | 4,7 %  | 6,4 % | 16,9 % | 4,0 %  |
| Allemagne                | 38,5 % | 38,5 % | 8,6 %  | 7,4 % | 4,0 %  | 3,0 %  |